# Densitär strypning

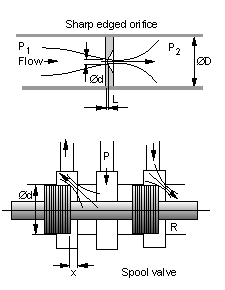
Densitära strypställen. Hydraulik.

Densitär strypning, även kallad skarpkantad strypning, inom strömningsmekaniken definieras som ett strypställe för en fluid där flödet är oberoende av viskositeten och enbart beroende av tryckfallet över strypningen, fluidens densitet, tvärsnittsarean i strömningsriktningen och en konstant Cd. Densitära strypningar är en av de absolut viktigaste byggstenarna inom hydraultekniken för att kunna reglera tryckfall och flöde oberoende av viskositeten och används i alla typer av ventiler där stryparean utgörs av antingen cirkulära strypöppningar, ringareor eller strypslitsar. Flödet genom strypningen, som härleds från Bernoullis ekvation, beräknas enligt nedanstående uttryck och gäller med stor noggrannhet under de förutsättningar som anges.
{\displaystyle Q=A\cdot C_{d}\cdot {\sqrt {\frac {2\cdot (P_{1}-P_{2})}{\rho }}}}
Cd= flödesfaktorn ( = Cv·Cc)
A = tvärsnittsarean i strömningsriktningen
P1-P2 = tryckfallet över strypningen
ρ = fluidens densitet
Uttrycket gäller under förutsättning att strömningshastigheten före och efter strypningen är försumbar jämfört med hastigheten i strypöppningen, d.v.s. vid en cirkulär strypning i ett rör, att diametern Ød << ØD och att längden L på strypningen i strömningsriktningen är försumbar jämfört med övriga dimensioner. För en olja av mineraloljetyp inom viskositetsområdet 15-40 cSt kan flödesfaktorn sättas till Cd=0.65 - 0.70.
Beräkningsexempel:
En rörstrypning med diametern d = 1.5 mm
Tryckfallet över strypningen ΔP = (P1-P2) = 120 bar
Cd = 0.67
Oljans densitet, ρ = 873 kg/m3
Flödet Q = 11.8 lit/min
Anm. Strömningshastigheten i strypöppningen uppgår till 111 m/sek.
Effektförlusten i strypningen kommer av den turbulenta strömning som uppstår i jet-strålen efter strypningen som direkt omvandlas i uppvärmning av oljan;
Effektförlusten Eloss= ΔP · Q = 2.4 kW. 
I fallet med en riktningsventil beräknas stryparean A som ringarean i strypstället:
Aspoolvalve = π · d · x
Större ventilsliddiametrar utformas generellt med V-spår vid slidens bomkanter för att enklare kunna reglera små flöden, s.k. "smygkörningsspår". Ringarean utnyttjas därvid enbart vid större flöden. 